# خريطة التغطية
خرائط التغطية تُصمم لتبين مناطق الخدمة لمحطات بث الاتصال الراديوي. عادةً، هذه الخرائط قد تُنتج لمحطات الراديو أو التلفزيون، ولشبكات الهاتف المحمول، ولشبكات القمر الصناعي. خرائط كهذه تُعرف تبادليًا بخرائط الانتشار. خريطة التغطية كثيرًا ما تُعرف ببصمة هوائية لشبكات القمر الصناعي.

## تعريف التغطية
عادةّ، خريطة التغطية ستبين المنطقة التي بداخلها المستخدم يستطيع أن يتوقع استقبال جيد للخدمة التي نحن بصددها باستخدام معدات قياسية تحت ظروف تشغيل طبيعية. بالإضافة إلى ذلك، الخريطة قد تشير بشكل منفصل إلى مناطق خدمة إضافية حيث يُمكن الحصول على استقبال جيد لكن قد يكون أقوى من ذلك في محطاتٍ أخرى، أو حيث الاستقبال قد يكون متغيرًا  لكن الشبكة قد تكون لا تزال صالحة للاستعمال.

## التفاصيل التقنية
قوة الحقل الذي تُمثله حدود الخدمة المعلّمة على خريطة تغطية تُحدد من قِبل من ينتج الخريطة، لكن الأمثلة الاعتيادية هي كالآتي:

### الترددات العالية جدًا
للترددات العالية جدًا، هيئة الإذاعة البريطانية تُحدد حد منطقة الخدمة لخدمات الستيريو متناظر لقوة حقل بمعدل 54 ديسيبل (بالنسبة لواحد ميكرو فولط/ متر) عند ارتفاع 10 متر فوق مستوى سطح الأرض. للأحادي، قوة الحقل تكون 48 ديسيبل (بالنسبة لواحد ميكرو فولط/ متر).
يعود كون طول هوائي الاستقبال 10 متر إلى نصف التسعينات عندما كانت المستقبلات غير حساسة نسبيًا وتستخدم هوائيات الأسطح. على الرغم من أن هذا قد يبدو غير واقعي في الحالات النموذجية اليوم، عندما تجتمع هذه الهوائيات مع الحد الأعلى، تُعتبر نائب جيد لتزويد التغطية بدلًا عن مستقبلات حديثة ذات حساسية أعلى تُستخدم دون هوائيات الأسطح الخارجية.

### الموجة المتوسطة
للموجة المتوسطة، هيئة الإذاعة البريطانية تُحدد حد منطقة الخدمة الصباحية بمعدل 2 ميلي فولط/ متر لقوة الحقل كحد أدنى. منطقة الخدمة للخدمات الموجة المتوسطة قد تنقص بشكل عنيف بسبب تداخل إشارتين في نفس القناة من محطات بعيدة المدى.

## القيود
كثيرًا ما تُظهر خرائط التغطية تغطيةً عامة لمنطقة كبيرة، ولذلك أي حد معلّم يجب ألا تُفسر كمدى صلد. السبب الأكبر لمشكوكية خريطة التغطية هي كفاءة (الحساسية بالغالب) الجهاز المستقبل المستخدم. تُنتج خريطة تغطية أحيانًا لتبين المنطقة حيث قوة إشارة معينة تُولد. العامل الرئيسي لاستقبال إشارة يعتمد جدًا على ما إذا كان الجهاز المستقبل حساس بما فيه الكفاية ليستخدم إشارة على ذاك المستوى؛ حتى لو كان دقيقًا 100% (وهو لا يكون هكذا أبدًا). المستقبلات التجارية قد يتفاوت بشكلٍ واسع في حساسيتهم، لذا إدراك التغطية قد يتفاوت بشكلٍ واسع.
كفاءة الاستقبال قد تكون مختلفة جدًا في أماكن قريبة جدًا على بعضها البعض، وهذه الظاهرة تكون بادية أكثر كلما زاد تردد الإرسال. تجاويف صغيرة حتمية من الاستقبال الضعيف قد تظهر داخل منطقة الخدمة الرئيسة والتي لا يمكن أن تُظهر على الخريطة بسبب مشاكل القياسات. وعلى العكس تمامًا، استخدام معدات حساسة، والهوائيات ذات الكسب العالي، أو ببساطة الموضوعة على أرض عالية قد يُنتج قوى إشارة جيدة خارج المنطقة المحددة بنسبة جيدة. أهمية الظروف الجيوغرافية المحلية لا يمكن أن نغالي في توكيدها، وهذا شُدد بتجربة بينت ظروف استقبال الإشارة حول منزل اعتيادي. المكان لم يكن يمتلك حدية ’الامتداد على خط البصر‘ للمرسل. مستويات الإشارة المعتدلة، والتي أُخذت على نفس الارتفاع، تفاوتت لقيمة تصل إلى 6 ديسيبل، والترددات الفردية تفاوتت لقيمة تصل إلى 14 ديسيبل. في شروط استقبال الترددات الراديوية، هذه الأرقام هي فروقات عظيمة.
هنالك قيود تلازم طريقة تنفيذ جمع البيانات لخرائط التغطية. خرائط التغطية التقليدية بالاعتماد على نماذج أُنشئت من قراءات أُخذت من قبل فاحصي شبكات متخصصين. هذا كثيرًا ما يعني أن خرائط التغطية تُظهر القدرة الافتراضية للشبكة عوضًا عن أدائها الواقعي. في السنوات المؤخرة، شركات مثل، أوبن سيجنل وسينسيرلي قد نشأت والتي تقدم تغطية بالاعتماد على معلومات جُمعت بالاستعانة بمجموعة كبيرة من تطبيقات المستخدمين. فائدة اتباع هذا النهج هو أن خرائط التغطية تظهر وصول وأداء الشبكة كيفما اختبرت من قبل المنتفعين.
كثيرًا ما تقوم الشركات ببناء محطات إذاعية منخفضة القدرة لتملأ مناطق الاستقبال السيئ والتي أصبحت ظاهرة حالما قامت خريطة التغطية الخاصة بالمرسل ذي القدرة المرتفعة بالتعرف على مكان ضعف الشبكة.